# Hollermayera
Hollermayera es un género con dos especies de plantas de flores de la familia Brassicaceae. Es nativa de Chile.

## Especies seleccionadas
- Hollermayera silvatica
- Hollermayera valdiviana